# جووانی گالینا

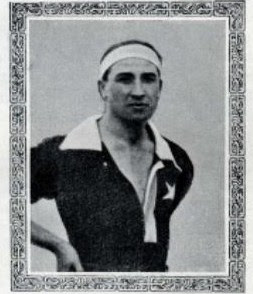
جووانی گالینا در سال ۱۹۱۴

جووانی گالینا (به ایتالیایی: Giovanni Gallina) بازیکن فوتبال اهل ایتالیا است که از سال ۱۹۱۴ میلادی عضو تیم ملی فوتبال ایتالیا بوده و در ۲ بازی ملی حضور داشته‌است. او در بازی‌های ملی‌اش گلی به ثمر نرساند.
جووانی گالینا آخرین بازی ملی خود را در سال ۱۹۱۴ میلادی انجام داد.